# Ричард Докинс
Клинтон Ричард Докинс (енгл. Clinton Richard Dawkins; Најроби, 26. март 1941) је британски етолог, еволутивни биолог и научно-популарни писац. Професор је на Оксфордском универзитету и шеф катедре за разумевање науке у јавности.
Докинс је познати атеиста, покровитељ британског Хуманистичког Удружења, присталица покрета Брајтс и познат је по својој критици креационизма и интелигентног дизајна. У својој књизи 1986. године, Слепи часовничар, тврди против часовничара у аналогији, аргумент за постојање натприродног ствараоца на основу сложености живих организама. Уместо тога, он описује еволуционе процесе као аналогне слепом часовничару. Докинс је први пут дошао до изражаја са својим књигом Себичан ген (The Selfish Gene), којом је популаризовао мишљење гена у центру еволуције и увео термин мем.
Од тада је написао неколико књига популарне науке, и чини редовне телевизијске и радио наступа, углавном расправља о овим темама. У својој књизи 2006. Заблуда о Богу (The God Delusion), Докинс тврди да је натприродни творац готово сигурно не постоји и да је религије- "фиксно погрешно веровање". Од јануара 2010. године, верзија на енглеском језику је продата у више од два милиона примерака и преведена је на на 31 језика, укључујући и српски. Докинс је основао Ричард Докинс фондација за науку и разум, да би промовисао учење еволуције и да се супротставе онима који се залажу за програме у учионици против еволуције.

## Биографија
Ричард Докинс рођен је у Најробију 1941. године. Студирао је у Оксфорду, а након дипломирања радио је на пројектима Ника Тинбергена, који је за свој рад на подручју етиологије заједно с Конрадом Лоренцом 1973. године добио Нобелову награду. Крајем шездесетих година асистент је на Универзитету Калифорније у Берклију. Године 1970, вратио се у Оксфорд, а 1995. постао је редовни професор на катедри за јавно разумевање науке. Године 1987, добио је награду за литературу Краљевског друштва и награду Лос Анђелес тајмса за књигу Слепи часовничар. Исте године добио је и награду за најбољи телевизијски научни програм и сценарио. Године 1989, примио је сребрну медаљу Лондонског зоолошкога друштва, 1990. награду Краљевскога друштва Мајкл Фарадеј, 1994. награду Накајама за друштвене науке, а 1995. почасне докторате универзитета Сент Ендруз и Канбера. Године 1997, постао је члан краљевског друштва за литературу и добио међународну награду Космос. 2021. изјавио је да би Каталин Карико по његовом мишљењу требало да добије Нобелову награду за свој рад.

## Документарни филмови
- Добри момци завршавају први (1986)
- Слепи часовничар (1987)
- Одрастати у Универзуму (1991)
- Прећи научну баријеру (1996)
- Велико питање (2005)
- Корен свог зла? (2006)
- Непријатељи разума (2007)
- Геније Чарлс Дарвин (2008)
- Сврха сврхе (2009)
- Лепи умови (април 2012)
- Секс, смрт и смисао живота (2012)
- Неверници (2013)